# Ray Coryton Hutchinson
Ray Coryton Hutchinson, född 27 januari 1907, död 3 juli 1975, var en brittisk författare.
Ray Coryton Hutchinson föddes i ett typiskt välbärgat borgarhem i London, studerade vid Oxfords universitet och fick anställning i en senapsfirma som reklamman. Från 1935 ägnade han sig helt åt sitt författarskap. Hutchinson hade en utpräglad episk berättarstil, psykologisk skärpa och förmåga att intensivt leva sig in i skilda miljöer, engelska och utländska. Han anknöt i sin livssyn och konstuppfattning till borgerligt kristen, demokratisk tradition i Storbritannien. Under andra världskriget tjänstgjorde Hutchinson i brittiska armén med tjänstgöring i Persien och Irak. Han utgav Thou hast a devil (1930), The answering glory (1932), The unforgotten prisoner (1933), One light burning (1935), Shining scabbard (1936, svensk översättning Med blank värja, 1945), vars handling är förlagd till Frankrike, Testament (1938, svensk översättning 1939), vars händelser utspelas i Sovjetunionen strax efter revolutionen, Last train south (1938), ett skådespel, The fire and the wood (1940) och Interim (1945).